# Herbert Marcuse
Pour les articles homonymes, voir Marcuse.
Herbert Marcuse, né le 19 juillet 1898 à Berlin et mort le 29 juillet 1979 à Starnberg (Bavière), est un philosophe, sociologue marxiste, américain d'origine allemande, membre de l'École de Francfort avec Theodor Adorno et Max Horkheimer.

## Carrière
Fils aîné d'une famille juive ashkénaze aisée appartenant à la haute bourgeoisie urbaine, assimilée et installée à Berlin, il est appelé sous les drapeaux dans la Reichswehr après son Abitur (équivalent du baccalauréat français). Lors de la guerre de 1914-1918, où il fut enrôlé dans des unités de l'arrière, il adhère en 1917 au Parti social-démocrate d'Allemagne (SPD) et participe à un conseil de soldats. Cependant il quitte le SPD après l'assassinat de Karl Liebknecht et Rosa Luxemburg en 1919, écœuré de voir que le parti social-démocrate « travaillait en collaboration avec des forces réactionnaires, destructrices et répressives » lors de l'écrasement de la révolution communiste des spartakistes, et milite au sein du mouvement spartakiste. Il étudie à Berlin et à Fribourg-en-Brisgau la germanistique comme discipline principale, la philosophie et l’économie politique comme matières secondaires. À Fribourg, il devient l'assistant de Martin Heidegger et rédige une thèse sur Hegel intitulée L'Ontologie de Hegel et la théorie de l'historicité (1932). Mais il entre vite en désaccord avec Heidegger, qui refuse par ailleurs sa thèse, et part pour Francfort-sur-le-Main.
C'est en 1932 que Marcuse entre pour la première fois en contact avec l'Institut de Recherche sociale de Francfort dite aussi « École de Francfort » où il côtoie Max Horkheimer et Theodor Adorno. Dès la prise de pouvoir par les nazis en 1933, il émigre avec sa famille, d'abord en Suisse, puis aux États-Unis, après un bref passage à Paris. Il est engagé par l'Institut de Recherche sociale, qui s'est déjà installé à New York. En raison de la mauvaise situation financière de l'Institut, Marcuse doit accepter un poste à l’Office of Strategic Services (OSS) (ancêtre de la Central Intelligence Agency/CIA), où il travaille sur un programme de dénazification. 
Dès 1951, il enseigne dans diverses universités américaines. À cette époque, il dénonce tant le bloc occidental que l'URSS. 
En 1955, il adopte, dans Éros et civilisation, une lecture marxienne de Freud, et critique le révisionnisme néo-freudien. Il forge le concept de « désublimation répressive » et dénonce le caractère déshumanisant et irrationnel du principe de rendement. Le principe de rendement est le principe de réalité d'une société capitaliste fondée sur la résignation, la falsification des instincts et la répression des potentialités humaines. L'espoir d'une libération se trouve dans la transformation de la sexualité en Éros et l'abolition du travail aliéné. 
En 1964, il écrit L'Homme unidimensionnel (One-Dimensional Man) qui paraît en France en 1968 et devient un peu l’incarnation théorique de la nouvelle révolte étudiante. En 1968, il voyage en Europe, et tient de multiples conférences et discussions avec les étudiants. Il devient alors une sorte d'interprète théorique de la formation des mouvements étudiants en Europe et aux États-Unis. Son engagement au sein des mouvements politiques des années 1960-1970 en fait l'un des plus célèbres intellectuels de l'époque.
Il meurt en 1979 à l’âge de quatre-vingt-un ans des suites d'une attaque cérébrale, lors d’un séjour en Allemagne. Le 18 juillet 2003, les cendres de Marcuse, conservées aux États-Unis, sont apportées à Berlin pour être enterrées près de la tombe de Hegel au cimetière de Dorotheenstadt, lors d'une cérémonie à laquelle assistent une centaine de personnes dont Angela Davis.

## Idées
Sa pensée est fortement inspirée de la lecture de Marx et de Freud.
Contrairement à Freud, qui voyait dans le principe de réalité la nécessité de la sublimation répressive des désirs, Marcuse – à la suite de la lecture de Marx – dénonce l'inhumanité du principe de réalité répressif, qui n'est autre que le principe de réalité de la société en place. Il préconise, au contraire, l'éclosion des désirs, la transformation de la sexualité en Eros, l'abolition du travail aliéné et l'avènement d'une science et d'une technique nouvelles, qui seront au service de l'être humain. Il ne remet pas en question l'essentiel des théories freudiennes, il les complète, plutôt, en les adaptant à son temps et en les libérant d'une conception bourgeoise de la société pour les rendre émancipatrices et véritablement universelles. En revanche, il critique le révisionnisme néo-freudien, qui tend à édulcorer le caractère subversif des découvertes de Freud. Marcuse va néanmoins beaucoup plus loin que Freud lorsqu'il tente de penser une « sublimation non répressive ». Marcuse est important pour les mouvements écologistes aujourd'hui, car il fut l'un des rares à penser qu'une société non-répressive impliquait aussi un changement dans les techniques, là où Marx pensait qu'un changement dans les rapports de production était suffisant.
La répression du désir inhérente à toute culture (par le principe de réalité soumis aux exigences sociales) est allée au-delà du nécessaire pour répondre à de faux besoins (principe de rendement, faux rêves de la publicité). Elle engendre une sur-répression qui réveille, accumule et détourne la destructivité des hommes, et donne ainsi au principe de Nirvana une dimension mortifère, qui menace l'humanité tout entière.
À la suite de l'échec de la classe ouvrière causé par le manque de volonté face à créer une révolution, la thèse marcusienne a vu son premier jour en 1968. Pour ce faire, Herbert Marcuse s'est penché sur les rapports entre la société et l'individu. Cette relation répressive a été de plus en plus développée grâce au mouvement communiste et à la psychanalyse. En d'autres mots, selon Freud et Marcuse, la façon de vivre des individus d'une société est majoritairement influencée par le mouvement de pensée imprégné par l'État. D'ailleurs, les recherches portées par Freud et plus tard par Marcuse, insinuent qu'une société soumise, par exemple, par un mouvement d'industrialisation avancée, devait avoir recours à une révolution pour permettre à la population de l'époque à mieux avancer en tant que société.
Il est notamment l'auteur de L'Homme unidimensionnel (1964), qui veut démontrer le caractère inégalitaire et totalitaire du capitalisme des « Trente Glorieuses ». Ces affirmations lui valurent des critiques, notamment celle qui proclamerait la tolérance envers toutes les opinions sauf les opinions « qui perpétuent la servitude », malmènent l'autonomie au profit du statu quo répressif et protègent « la machine de discrimination qui est déjà en service ». Pour Marcuse, la tolérance envers des idées qui servent le système de domination et d'oppression est une dénaturation du concept de tolérance : Marcuse oppose la vraie tolérance, qui est nécessairement émancipatrice, à une perversion opportuniste de l'idée de tolérance, qu'il qualifie de « tolérance répressive ». Selon Marcuse, c'est la « tolérance répressive » qui a autorisé la prise du pouvoir par le parti nazi en Allemagne. Pour Marcuse, « une des réalisations de la civilisation industrielle avancée est la régression non-terroriste et démocratique de la liberté – la non-liberté efficace, lisse, raisonnable qui semble plonger ses racines dans le progrès technique même».

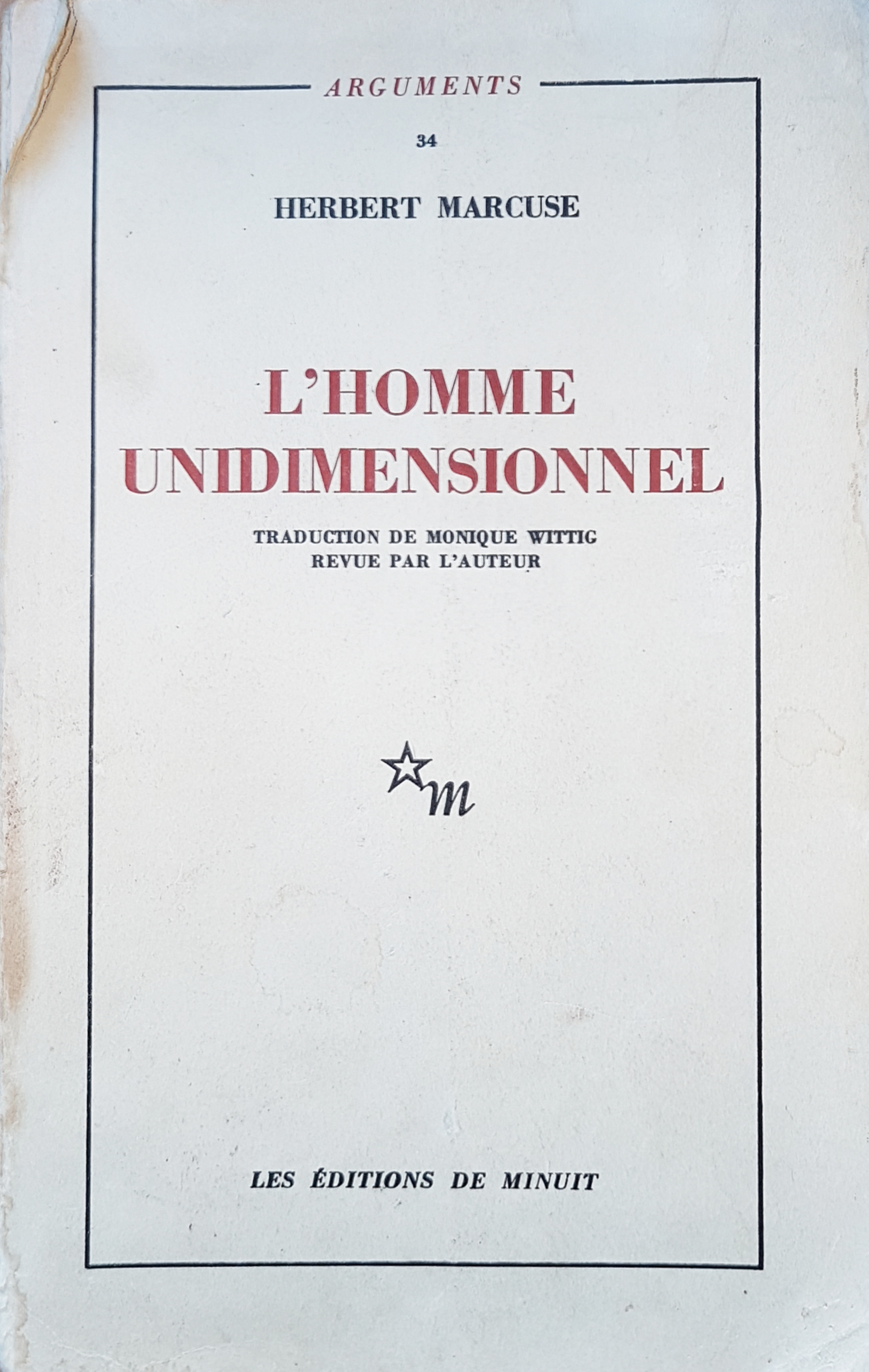
Couverture de l'homme unidimensionnel de Herbert Marcuse, 1963

Les sources de la pensée de Marcuse ne se trouvent pas seulement dans la lecture combinée de Marx et de Freud, mais aussi dans celle de Hegel, Husserl et Lukacs.

## Œuvres principales
- Der deutsche Künstlerroman (1922) : thèse de doctorat étudiant les relations entre l’art et la société
- Hegels Ontologie und die Theorie der Geschichtlichkeit (1932) : travail sous la direction de Martin Heidegger.
- Fondements du matérialisme historique (1932)
- Concept de travail (1933)
- Der Kampf gegen den Liberalismus in der totalitären Staatsauffassung (1934)
- Autorität und Familie in der deutschen Soziologie bis 1933 (1936)

- Reason and Revolution (1941) : ouvrage tentant d’expliquer le fascisme à partir de l’évolution du capitalisme, et prenant appui sur le concept wébérien de rationalisation de la société
- Eros and Civilization (1955). Trad. fr. 1958 : Éros et civilisation : ouvrage engagé pour une société non répressive. De nombreuses formes de travail sont aujourd'hui obsolètes, ce qui crée les conditions de nouveaux modes de liberté.

- Soviet Marxism. A Critical Analysis. Trad. fr. : Le marxisme soviétique (1958)
- One-Dimensional Man. (1964) Trad. fr. (1968) avec Monique Wittig : L'Homme unidimensionnel

Dans ces deux livres, Marcuse soutient que la rationalité technologique organise chaque secteur de la société (culture, politique, social, économie) pour qu’ils suivent le principe idéologique essentiel de la productivité matérielle. La vie personnelle se replie alors sur des modes de vie uniformes et non contestataires.  
Période d'espoir d'un renouveau de la critique sociale devant le succès politique des mouvements étudiants contestant la politique étrangère américaine.
- Repressive Tolerance (1965)
- Negations (1968)
- Das Ende der Utopie (1968) La fin de l'utopie (1968) — Compte-rendu des débats organisés par le Comité des étudiants de l'Université libre de Berlin-ouest du 10 au 13 juillet 1967.
- Ideen zur einer kritischen Theorie der Gesellschaft (1969) : Pour une théorie critique de la société (1971)
- An Essay on Liberation. Vers la libération (1969)
- Counterrevolution and Revolt (1972) Trad. fr. : Contre-révolution et révolte

Marcuse rejoint à la fin de sa vie une optique pessimiste. L'esthétique est une forme de liberté, ultime refuge contre la soumission de l'homme au système répressif. 
- The Aesthetic Dimension. Trad. fr. La dimension esthétique (1978)